# Jacob Uziel

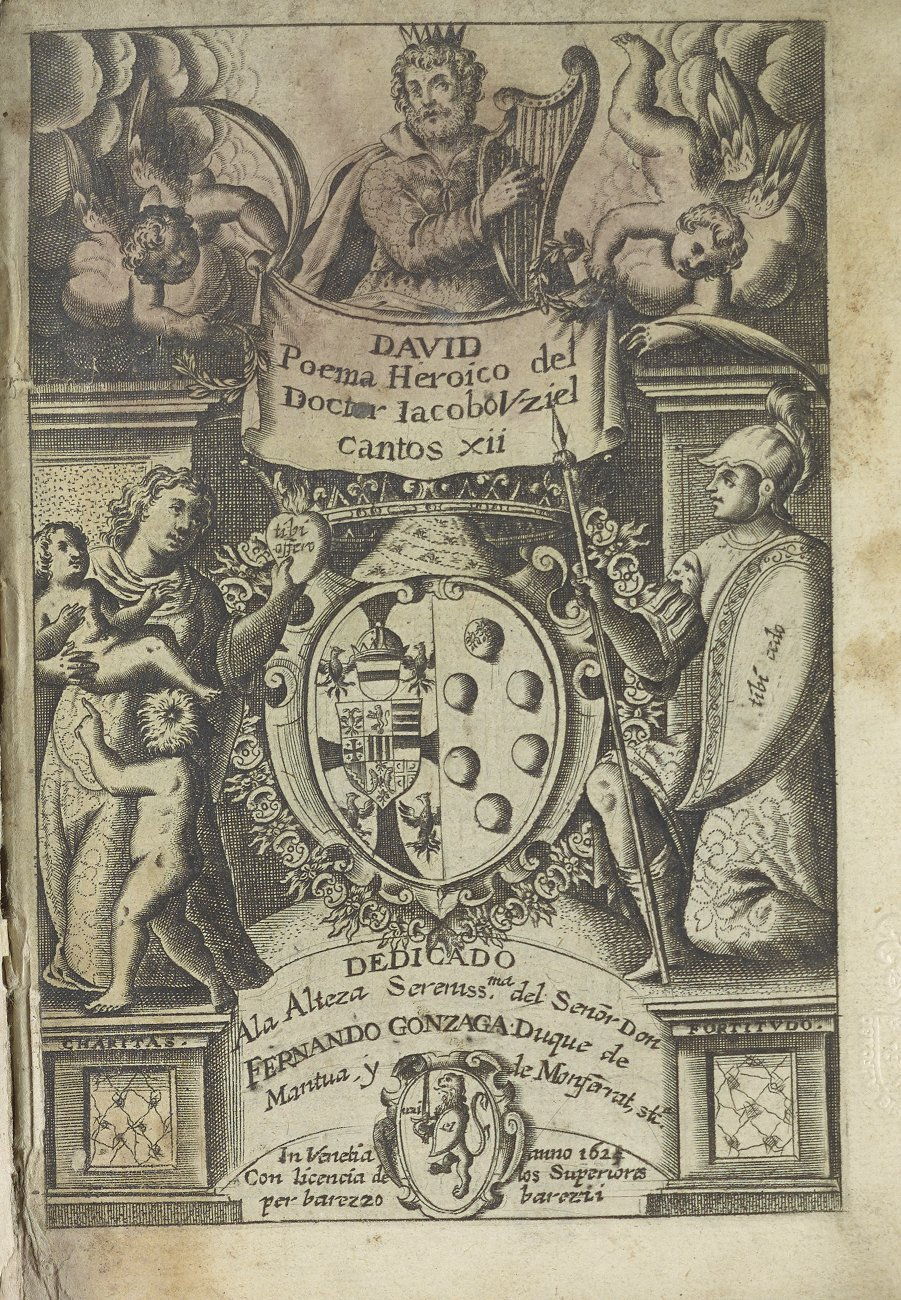
Frontispicio de David: Poema heroico del doctor Jacobo Uziel, en Venecia, 1624 por Barezzo Barezzi.

Jacobo o Jacob Uziel (Salónica ?-Zante, 1630) fue un médico y escritor judío sefardí establecido en Venecia donde en 1624 publicó David, poema heroico en doce cantos escritos en octavas reales dedicado a Fernando Gonzaga, duque de Mantua y de Montferrato. Aunque escrito en castellano, su autor, consciente de las crecientes diferencias dialectales que separaban su uso del idioma del hablado en la península comenzaba por disculparse pues, no habiendo nacido en Castilla sino en tierra remota, «no podía participar de la moderna policía en el hablar».
Doctorado el 16 de junio de 1604 en filosofía y medicina por la Universidad de Padua, en su registro consta como hijo de Isach Uziel Falcon, hebreo oriundo de Salónica, Macedonia. Además del David, que por ser ejercicio poético podía parecer impropio de su oficio, escrito en «horas hurtadas a más importantes ocupaciones» y publicado solo a ruegos de sus amigos, en el prólogo al lector anunciaba su deseo de publicar en breve plazo un «tratado de las causas naturales de los sueños, y sus significaciones sin participar de superstición (que sumamente abomino)», y para más adelante sus «paradoxos Philosophicos, con otros tratados de más alta profeción que a su tiempo verás, y juzgar podrás», tratados que no llegaron a ver la luz.

## Obras
- Uziel, Jacob, David : poema heroico / del doctor Iacobo Vziel; cantos xii, Venecia, Barezzo Barezzi, 1624 [Penn Libraries]. Ejemplar mutilado del prólogo al lector y dedicatorias preliminares, páginas que sí conserva el ejemplar de la Biblioteca Nacional de España, signatura R/15628.